# فرصتی دیگر (ترانه راجر سانچز)
«فرصتی دیگر» (انگلیسی: Another Chance) ترانه‌ای از راجر سانچز، تهیه‌کنندهٔ موسیقی و دی‌جی هاوس اهل ایالات متحده آمریکا است. این ترانه بر اساس نمونه‌برداری از ترانهٔ «جلویت را نمی‌گیرم» اثر توتو ساخته شده‌است. «فرصتی دیگر» که در ژوئیهٔ ۲۰۰۱ به‌عنوان دومین تک‌آهنگ از اولین آلبوم استودیویی سانچز با نام نخستین تماس (۲۰۰۱) منتشر شد، به یک موفقیت جهانی تبدیل شد و در رومانی و بریتانیا در رتبهٔ اول قرار گرفت و در دانمارک، ایرلند، هلند، نروژ، پرتغال و اسپانیا نیز به فهرست ۱۰ تک‌آهنگ برتر رسید.

## پیش‌زمینه
سانچز در مصاحبه‌ای با مجله دی‌جی اشاره کرد که این ترانه یکی از آخرین قطعه‌هایی است که برای آلبوم خود ساخته‌است، زیرا فکر می‌کند که آن آلبوم به یک «قطعهد زیرزمینی خوب» نیاز داشته‌است. سانچز چندین صفحه وینیل را از فروشگاهی در مونترال خریداری کرده بود که یکی از آن‌ها آلبوم توتو ۴ (۱۹۸۲) اثر توتو، گروه راک آمریکایی بود. هنگام بررسی ایده‌های نمونه‌گیری برای آلبوم، سانچز با عبارت تکرارشوندهٔ «اگر امشب فرصت دیگری داشتم» از قطعهٔ «جلویت را نمی‌گیرم» مواجه شد که برای «فرصتی دیگر» از آن نمونه‌برداری کرد.

## بازخوردهای منتقدان
مایکل یورگنسن از رادیو سیلکبورگ در دانمارک دربارهٔ این ترانه گفت: «این قطعه عالی است، شاید [حاوی] هوشمندانه‌ترین کلمات نباشد، اما صدای آن بسیار جذاب است. وقتی آن را شنیدی، نمی‌توانی آن را از ذهنت بیرون کنی!»

## فهرست قطعات
| سی‌دی تک‌آهنگ بریتانیا 1. «فرصتی دیگر» (ویراست اصلی) 2. «فرصتی دیگر» (میکس افترلایف) 3. «فرصتی دیگر» (میکس دارک نایت اس-من) 4. «فرصتی دیگر» (ویدئو) تک‌آهنگ ۱۲ اینچی بریتانیا A1. «فرصتی دیگر» (میکس اصلی) B1. «فرصتی دیگر» (میکس دارک نایت اس-من) B2. «فرصتی دیگر» (میکس افترلایف) کاست تک‌آهنگ بریتانیا 1. «فرصتی دیگر» (ویراست اصلی) 2. «فرصتی دیگر» (میکس افترلایف) سی‌دی تک‌آهنگ اروپا 1. «فرصتی دیگر» (ویراست رادیویی) 2. «فرصتی دیگر» (میکس وکال تام دی نیف) | سی‌دی مکسی تک‌آهنگ اروپا 1. «فرصتی دیگر» (ویراست رادیویی) 2. «فرصتی دیگر» (ویراست میکس مر جیز لست چنس) 3. «فرصتی دیگر» (بازسازی نیکد تایم میگل میگز) 4. «فرصتی دیگر» (برش کارگردان ویدئو) تک‌آهنگ ۱۲ اینچی اروپا A1. «فرصتی دیگر» (میکس اصلی) A2. «فرصتی دیگر» (میکس وکال تام دی نیف) B1. «فرصتی دیگر» (میکس دارک نایت اس-من) B2. «فرصتی دیگر» (میکس افترلایف) B3. «فرصتی دیگر» (ویراست رادیویی) سی‌دی تک‌آهنگ استرالیا 1. «فرصتی دیگر» (ویراست رادیویی) 2. «فرصتی دیگر» (میکس وکال تام دی نیف) 3. «فرصتی دیگر» (میکس دارک‌نایت) 4. «فرصتی دیگر» (میکس افترلایف) |

## جدول‌های موسیقی
| جدول (۲۰۰۱)                     | بهترین رتبه |
| ------------------------------- | ----------- |
| استرالیا (ای‌آرآی‌ای)             | ۲۰          |
| جدول کلاب استرالیا (ای‌آرآی‌ای)   | ۱           |
| استرالین دنس (ای‌آرآی‌ای)         | ۲           |
| اتریش (او۳ تاپ ۴۰ اتریش)        | ۳۰          |
| بلژیک (اولتراتاپ ۵۰ فلاندرز)    | ۲۵          |
| بلژیک (اولتراتاپ ۵۰ والونی)     | ۲۳          |
| کانادا (نیلسن سانداسکن)         | ۳۸          |
| دانمارک (ترک‌لیسن)               | ۱۰          |
| اروپا (۱۰۰ تک‌آهنگ داغ یوروچارت) | ۵           |
| فنلاند (جدول‌های رسمی فنلاند)    | ۱۲          |
| فرانسه (اس‌ان‌ئی‌پی)               | ۳۳          |
| آلمان (جدول‌های رسمی آلمان)      | ۱۸          |
| ایرلند (ایرما)                  | ۹           |
| رقص ایرلند (ایرما)              | ۲           |
| ایتالیا (فیمی)                  | ۱۶          |
| هلند (۴۰ آهنگ برتر)             | ۶           |
| هلند (۱۰۰ تک‌آهنگ برتر)          | ۲۰          |
| نیوزیلند (ریکوردد میوزیک ان‌زد)  | ۱۴          |
| نروژ (وی‌جی-لیستا)               | ۸           |
| پرتغال (ای‌اف‌پی)                 | ۵           |
| رومانی (۱۰۰ تک‌آهنگ برتر رومانی) | ۱           |
| اسکاتلند (اوسی‌سی)               | ۲           |
| اسپانیا (پروموزیک)              | ۱۰          |
| سوئد (فهرست برترین‌های سوئد)     | ۲۳          |
| سوئیس (شوایزر هیت‌پاراد)         | ۱۵          |
| تک‌آهنگ‌های بریتانیا (اوسی‌سی)     | ۱           |
| موسیقی رقص بریتانیا (اوسی‌سی)    | ۱           |

| جدول (۲۰۰۱)                     | رتبه |
| ------------------------------- | ---- |
| جدول کلاب استرالیا (ای‌آرآی‌ای)   | ۶    |
| اروپا (۱۰۰ تک‌آهنگ داغ یوروچارت) | ۷۴   |
| ایرلند (ایرما)                  | ۵۸   |
| هلند (۴۰ آهنگ برتر)             | ۵۳   |
| رومانی (۱۰۰ تک‌آهنگ برتر رومانی) | ۱۸   |
| سوئیس (شوایزر هیت‌پاراد)         | ۷۲   |
| تک‌آهنگ‌های بریتانیا (اوسی‌سی)     | ۴۰   |

## گواهینامه‌ها
| منطقه                                   | گواهی  | واحد گواهی‌شده/فروش |
| --------------------------------------- | ------ | ------------------ |
| بریتانیا (بی‌پی‌آی)                       | پلاتین | ۶۰۰٬۰۰۰            |
| رقم فروش+پخش جاری تنها بر پایهٔ گواهی‌ها. |        |                    |

## تاریخچه انتشار
| منطقه    | تاریخ         | فرمت(ها)                 | ناشر(ها)         | م.           |
| -------- | ------------- | ------------------------ | ---------------- | ------------ |
| بریتانیا | ۲ ژوئیهٔ ۲۰۰۱  | وینیل ۱۲ اینچی سی‌دی کاست | دیفکتد           | [ ۳ ] [ ۴۵ ] |
| استرالیا | ۲۳ ژوئیهٔ ۲۰۰۱ | سی‌دی                     | سونی دنس دنس پول | [ ۴۶ ]       |